# DatPiff
DatPiff is een online distributeur van mixtapes in bezit van Idle Media Inc. De site werd in 2005 opgestart door Marcus Frasier in Pennsylvania, Verenigde Staten en is gespecialiseerd in hiphop, rap en urban. 
De meest gedownloade mixtape van DatPiff is Dreamchasers 2 van Meek Mill, met meer dan 4.000.000 downloads. 